# سيغموند ستيرنبرغ
سيغموند ستيرنبرغ (2 يونيو 1921 - 18 أكتوبر 2016) هو رجل أعمال مجري بريطاني ومناضل بين الأديان، ورجل أعمال ومتبرع لحزب العمال.

## النشأة
ولد ستيرنبرغ عام 1921 في بودابست، المجر. كان يهوديا هاجر إلى إنجلترا عام 1939، وحصل على الجنسية البريطانية عام 1947.